# Civettictis civetta
Lo zibetto africano  (Civettictis civetta Schreber, 1776), noto anche come civetta africana, è un carnivoro della famiglia dei viverridi, unica specie del genere Civettictis (Pocock, 1915), diffuso nell'Africa subsahariana.

## Etimologia
Il termine "civetta" deriva direttamente dalla parola francese civette, con la quale viene identificata questa specie e più in generale gran parte dei Viverridi, che a sua volta è l'adattamento della parola araba zabad, con il significato di schiuma e riferita alla caratteristica sostanza odorosa prodotta da questi animali.

## Descrizione

### Dimensioni
Carnivoro di grandi dimensioni, con la lunghezza della testa e del corpo tra 670 e 870 mm, la lunghezza della coda tra 340 e 649 mm, la lunghezza del piede tra 123 e 139 mm, la lunghezza delle orecchie tra 54 e 58 mm e un peso fino a 20 kg.

### Caratteristiche craniche e dentarie
Il cranio è robusto ed è il più lungo di tutti i viverridi. Le arcate zigomatiche sono forti e proiettate in avanti. Il processo post-orbitale è solitamente largo e smussato. La costrizione inter-orbitale è leggera, mentre il processo para-occipitale è ben distinto e si estende oltre la bolla timpanica, la quale è lunga e di forma ovale. I canini sono rivolti in avanti, particolarmente quelli inferiori. I denti ferini sono poco specializzati per il taglio.
Sono caratterizzati dalla seguente formula dentaria:

### Aspetto

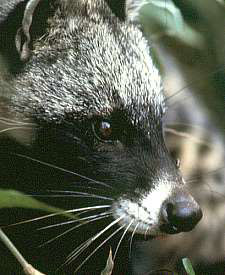
Particolare della testa

Il quarto posteriore è sproporzionatamente più grande rispetto al resto del corpo. La testa è larga con un muso appuntito, piccoli occhi e orecchie piccole e rotonde. Il collo è corto e robusto. La pelliccia è ruvida e arruffata e moderatamente lunga. Il colore di fondo del corpo varia dal giallo-crema al giallo-rossastro. Alcuni individui sono completamente melanici. Una evidente cresta di lunghi peli neri attraversa la schiena dalla fronte fino all'estremità della coda. Lungo i fianchi sono presenti diverse file irregolari di macchie scure, che variano dal marrone scuro al nero. Sul muso è presente una maschera facciale composta da una banda trasversale nera sulla fronte, una macchia bianca su ogni lato del muso ed una tra l'occhio e l'orecchio.
Una banda bianca, delimitata da due strisce nerastre, parte dalla parte posteriore di ogni orecchio e attraversa il lato del collo fino a terminare davanti alle spalle. Le zampe sono relativamente corte e generalmente nere. I piedi sono compatti. L'andatura è digitigrada. Tutte le dita sono munite di un artiglio. La pianta dei piedi è ricoperta di peli. La coda è lunga circa la metà della testa e del corpo, è folta, appiattita lateralmente e con l'estremità appuntita. Sono presenti su di essa circa 5 anelli bianchi incompleti ma abbastanza larghi. Entrambi i sessi hanno delle ghiandole perianali che secernono una caratteristica sostanza odorosa. Nei maschi sono localizzate tra lo scroto ed il prepuzio, mentre nelle femmine tra l'ano e la vulva. Sono inoltre presenti delle ghiandole anali, la cui secrezione sembra avere una diversa funzione. Le femmine hanno 2 paia di mammelle. Il cariotipo è 2n=38 FN=72.

## Biologia

### Comportamento
È una specie notturna e terricola, buona nuotatrice e solitaria, intollerante agli altri individui della stessa specie, eccetto quando si riproduce. La particolare morfologia delle zampe le impedisce di arrampicarsi con facilità. Durante il giorno dorme nella densa vegetazione in buche scavate da altri animali o sotto tronchi abbattuti o tra le radici affioranti di grossi alberi. La densità della popolazione è di circa un individuo per km². Esistono tre tipi di vocalizzazione, simili al ringhio, al colpo di tosse e ad un urlo, ma il più comune è un suono simile ad un 'ha-ha-ha' utilizzato principalmente per contattarsi. Se minacciata raddrizza la cresta dorsale per assumere una postura intimidatoria e incrementare le sue dimensioni laterali anche di un terzo. La caratteristica sostanza odorosa viene utilizzata per trasmettere informazioni tra i vari individui, tra le quali la presenza di femmine in estro.

### Alimentazione
Si nutre di carogne, roditori, uccelli, uova, rettili, rane, granchi, insetti, frutta e anche di radici e bacche. Sembra tollerare anche alcuni frutti velenosi, come quelli del genere Strychnos e insetti come le locuste del genere Zonoceras, millepiedi e addirittura di serpenti velenosi. Può uccidere prede grandi come le lepri o le manguste. 

### Riproduzione
Si riproduce durante tutto l'anno nell'Africa occidentale, tra marzo e ottobre nell'Africa orientale e nell'estate calda ed umida, da agosto a gennaio, in Sudafrica. Le femmine sono poliestre e possono partorire 2-3 volte l'anno. Danno alla luce 1-4 piccoli alla volta dopo una gestazione di 60-72 giorni, sebbene talvolta raggiunge gli 81 giorni probabilmente dovuto ad un impianto embrionale ritardato. I cuccioli appena nati sono completamente ricoperti di peli, pesano 300 g e aprono gli occhi dopo pochi giorni. Vengono svezzati dopo 14-20 settimane e raggiungono la maturità sessuale a un anno. L'aspettativa di vita in cattività è di 28 anni.

## Distribuzione e habitat
Questa specie è diffusa nell'Africa subsahariana, eccetto gran parte della Somalia, della Namibia, del Botswana e del Sudafrica centrale e meridionale.
Vive in diversi tipi di habitat, incluse le foreste secondarie, boschi, boscaglie e ambienti acquatici fino a 5.000 metri sul Kilimangiaro. È assente da regioni aride, con eccezione di sistemi fluviali all'interno di esse. Talvolta si può trovare in foreste mature e vicino ai villaggi.

## Tassonomia
Sono state riconosciute 6 sottospecie:
- C.c.civetta: Senegal, Gambia, Guinea-Bissau, Guinea, Sierra Leone, Liberia, Costa d'Avorio, Burkina Faso, Ghana, Togo, Benin, Mali centrale e meridionale, Niger e Ciad meridionali; Camerun, Repubblica Centrafricana, Rio Muni, Gabon, Congo;
- C.c.australis (Lundholm, 1955): Angola, Namibia nord-orientale, Botswana settentrionale e orientale;
- C.c.congica (Cabrera, 1929): Repubblica Democratica del Congo, Sudan del Sud, Sudan meridionale;
- C.c.pauli (Kock, Kunzel & Rayaleh, 2000): Gibuti;
- C.c.schwarzi (Cabrera, 1929): Etiopia, Kenya, Somalia meridionale, Uganda, Ruanda, Burundi, Tanzania, Zanzibar, Zambia, Malawi, Mozambico;
- C.c.volkmanni (Lundholm, 1955): Province sudafricane del Limpopo, Mpumalanga, KwaZulu-Natal e del nordovest settentrionali; Swaziland.

## Conservazione
La IUCN Red List, considerato il vasto Areale, la presenza in una varietà di habitat, l'abbondanza e la presenza in numerose aree protette, classifica C.civetta come specie a rischio minimo (Least Concern).

## Rapporti con l'uomo
Questa specie è conosciuta principalmente per la produzione della sostanza odorosa delle sue ghiandole perianali, comunemente nota come zibetto. Quando diluita produce un piacevole odore e quindi è da tempo utilizzata nell'industria del profumo, particolarmente in Medio Oriente. In Europa, disponibile dal XV secolo in seguito alle prime esplorazioni dell'Africa, viene inizialmente utilizzata come medicinale per uso topico fino al 1700. Il commercio raggiunse nel 1934 una produzione di 2.475 kg per un valore totale di 200.000 dollari. Tuttavia con l'avvento di prodotti sintetici l'esportazione è notevolmente diminuita e nel 1988 si contavano circa 2.700 individui allevati. In Etiopia e Zanzibar la civetta africana viene tenuta in cattività e più volte a settimana viene rimosso il muschio. Un esemplare ne può produrre 3-4 g a settimana.